# IBM PC Portable - Model 5155
IBM PC Portable - Model 5155 је био преносиви рачунар, производ фирме IBM који је почео да се израђује у САД током 1984. године.<ref name="PC преносиви рачунар - Model 5155/">
Користио је Intel 8088 као централни микропроцесор а RAM меморија рачунара PC преносиви рачунар - Model 5155 је имала капацитет од 256 kb (до 640 kb). 
Као оперативни систем кориштен је PC-DOS 2.1.

## Детаљни подаци
Детаљнији подаци о рачунару PC преносиви рачунар - Model 5155 су дати у табели испод.
|                       |                                       |
| 5155                  |                                       |
| Произвођач            |                                       |
| Тип                   | преносиви рачунар                     |
| Меморија              | 256 (до 640 )                         |
| Поријекло             | Сједињене Америчке Државе             |
| Година                | 1984                                  |
| Тастатура             | QWERTY / AZERTY механичка тастатура   |
| Процесор              | 8088                                  |
| Фреквенција процесора | 4,77                                  |
| RAM                   | 256 (до 640 )                         |
| ROM                   | 40                                    |
| Текст                 | 25 x 80                               |
| Графика               | CGA модови : 320 x 200 / 640 x 200    |
| Боја                  | 9-инчни уграђени наранџасти показивач |
| Звук                  | мали звучник                          |
| Димензије             | 50 x 43 x 20 / 13,6                   |
| Портови               |                                       |
| Оперативни систем     |                                       |